# Blue Stockings Society

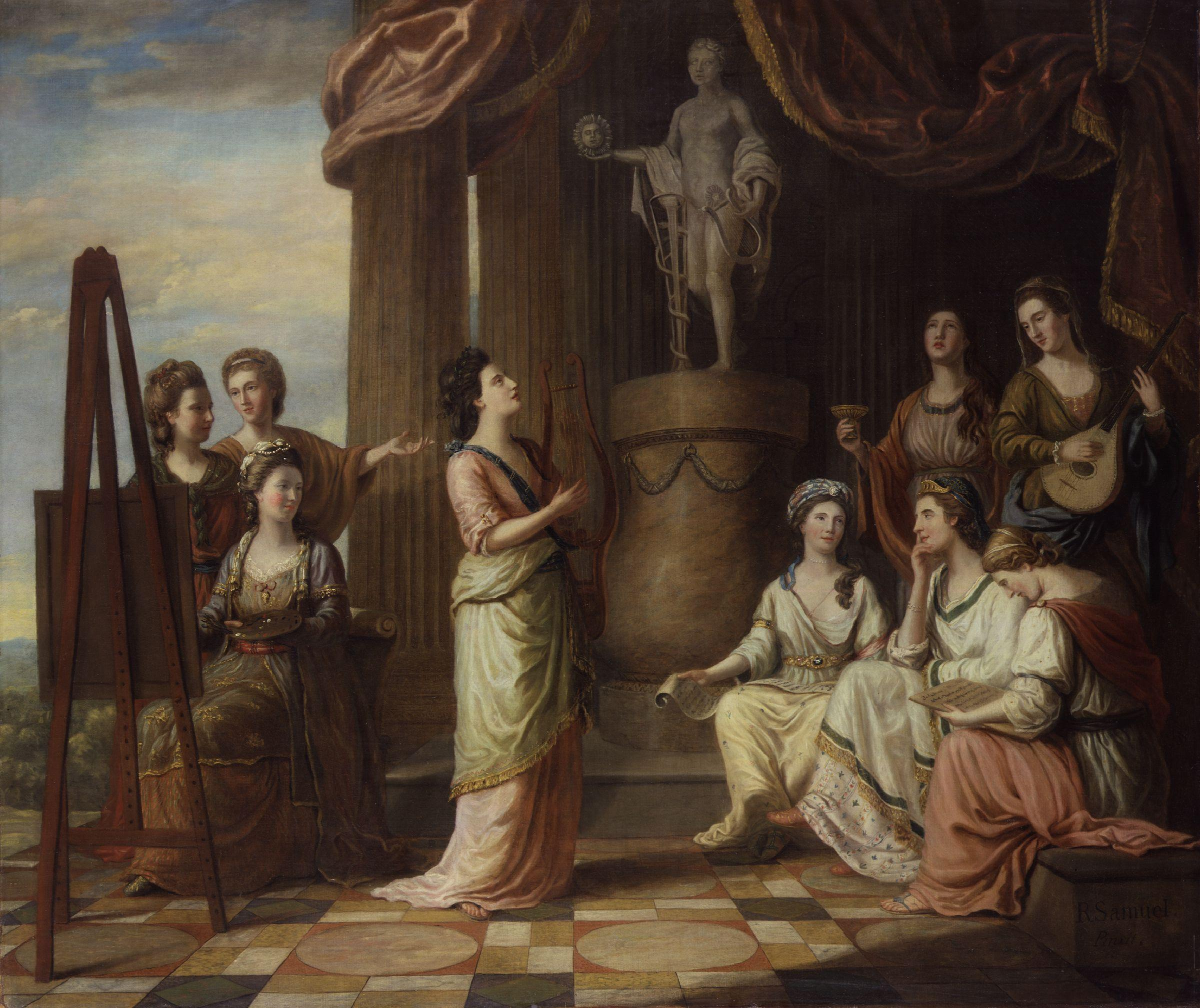
Retrat de les Muses del Temple d'Apol·lo, 1778, 52 x 61 cm, de Richard Samuel. Les muses són: Anna Letitia Barbauld (1743–1825), poeta i escriptora; Elizabeth Carter (1717–1806), traductora i escriptora; Elizabeth Griffith (1727–1793), dramaturga i novel·lista; Angelica Kauffmann (1741–1807), pintora; Charlotte Lennox (1720–1804), escriptora; Catharine Macaulay (1731–1791), historiadora; Elizabeth Montagu; Hannah More (1745–1833),escriptora religiosa; Elizabeth Ann Sheridan (de soltera Linley).

La Blue Stockings Society va ser un moviment social i cultural informal de dones de l'Anglaterra de mitjans segle xviii. La societat posava èmfasi en l'educació i en la cooperació mútua.
La Societat va ser fundada a principis de la dècada de 1750, per Elizabeth Montagu, Elizabeth Vesey i altres, com un grup de discussió literària de dones, un pas revolucionari lluny de les activitats poc intel·lectuals i tradicionals de les dones. S'hi convidava a assistir persones diverses, tant dones com homes, també el botànic, traductor i editor Benjamin Stillingfleet. S'explica que Stillingfleet no era prou ric per tenir el vestuari adequat que incloïa mitges de seda negra i hi assistia amb les mitges de llana blaves. El nom de la societat faria referència a la qualitat informal de les trobades, i a l'èmfasi en la conversa 
per sobre de la moda.

## Història
La Blue Stockings Society d'Anglaterra va néixer al voltant del 1750 i va declinar cap a finals del segle xviii. Era una organització liberal de dones privilegiades amb interès per la cultura que es reunia i parlava de literatura alhora que convidaven a participar-hi homes cultes.
Les líders i amfitriones de The Blue Stockings Society eren Elizabeth Montagu i Elizabeth Vesey. La casa The Centre house al 16 Reial Crescent a Bath va ser utilitzada com a residència i centre d'acollida de les trobades de The Blue Stockings Society d'Elizabeth Montagu.
Les dones que es van implicar en aquesta societat eren, en general, més cultes i tenien menys fills que la gran majoria de dones angleses del seu temps. En aquesta època només els homes assistien a les universitats, de les dones s'esperava que dominessin habilitats com la costura i la mitja: Es considerava impropi d'elles saber grec o llatí, i quasi arrogant ser autores i sens dubte indiscret estar informades. Anna Laetitia Barbauld senzillament es va fer ressò del sentiment popular quan es queixava de què les dones no volien anar a les universitats. "La millor manera d'adquirir coneixement per a una dona", va escriure, "és a través de les converses amb el seu pare, germà o amic". A primers del 1800, aquest sentiment havia canviat, i era molt més habitual preguntar-se "per què una dona de quaranta anys havia de ser més ignorant que un noi de dotze", la qual cosa va coincidir amb el declivi de la popularitat de la societat.

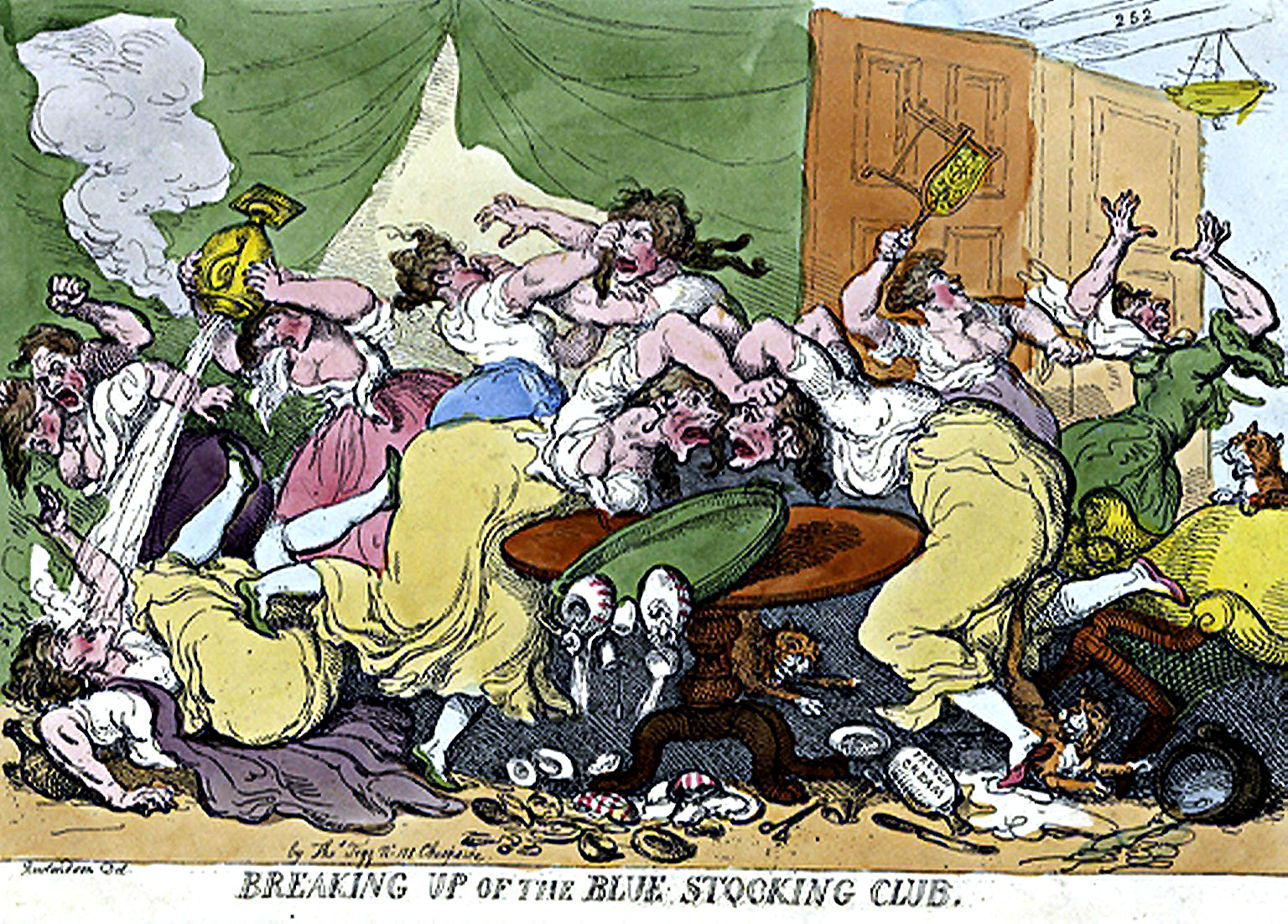
Dibuix satíric de Thomas Rowlandson (1756–1827), "Breaking Up of the Blue Stocking Club" (1815)

Els orígens i nom de la Blue Stocking Society han estat molt discutits entre els historiadors. Hi ha referències primerenques disperses a les mitges blaves que inclouen, en el segle xv, la societat veneciana Della Calza, John Amos Comenius el 1638, i els Covenanters d'Escòcia del segle xvii. El nom de la societat potser va derivar de la moda europea de mitjans segle xviii quan les mitges negres es duien amb els vestits elegants i les mitges blaves eren més del dia a dia o més informals. Les mitges blaves estaven també molt de moda entre les dones d'aquell temps a París, encara que molts historiadors reivindiquen que el nom de la societat té origen en el fet que la senyora Vesey va demanar a l'esmentat Benjamin Stillingfleet que havia desistit d'assistir a una festa vespertina de la societat perquè no tenia roba adient, que hi anés “amb les seves mitges blaves”. Stillingfleet va esdevenir un convidat popular a les reunions d'aquesta societat.

## Objectiu
La Blue Stockings Society of England no va tenir socis formals ni quotes d'admissió però es van dur a terme petites i grans reunions en les quals parlar de política estava prohibit però els temes principals de discussió eren la literatura i l'art. Dones instruïdes interessades en aquests debats educatius, de la mateixa manera que els homes convidats.
En els arxius de The New York Times hi ha un article que es va publicar el 17 d'abril de 1881 on es descriu aquesta societat com un moviment de dones lluny del "vici" i la "passió" pel joc que eren la principal diversió en les festes de l'alta societat. "En comptes d'això, de seguir la moda, la senyora Montagu i unes amigues, la senyora Boscawen i la senyora Vesey, que com ella, estaven afectades per aquesta passió salvatge, ho van resoldre adoptant una posició contra la tirania universal d'un costum que va absorbir la vida i l'oci dels rics que excloïa tota diversió intel·lectual i van fundar una societat on la conversa substituiria les cartes." (1881, The New York Times).
Moltes de les dones de la Blue Stockings Society es van donar suport entre elles en iniciatives com la lectura, treballs artístics i l'escriptura. Moltes van publicar llibres. L'autora Elizabeth Carter (1717–1806) que va publicar assajos i poesia, i va traduir Epictec va ser una defensora membre de la Blue Stocking Society. Anna Miegon, autora contemporània va fer un recull de biografies d'aquestes dones en el Biographical Sketches of Principal Bluestocking Women.

## Membres notables
- James Beattie
- Frances Boscawen[5]
- Henrietta Maria Bowdler[6]
- Edmund Burke
- Frances Burney
- Elizabeth Carter
- Margaret Cavendish-Harley
- Hester Chapone
- Mary Delany
- Sarah Fielding
- David Garrick
- Samuel Johnson[7]
- Catharine Macaulay[8]
- Elizabeth Montagu[1]
- Hannah More
- William Pulteney, 1st Earl of Bath[9]
- Clara Reeve[8]
- Sarah Scott[8]
- Sir Joshua Reynolds
- Catherine Talbot[10]
- Hester Thrale
- Elizabeth Vesey
- Horace Walpole
- Anna Williams